# Mercedes-Benz O 305
Der Mercedes-Benz O 305 war einer der nach den VÖV-Richtlinien entwickelten Standard-Linienbusse der 1. Generation von Daimler-Benz. Der Prototyp wurde 1967 vorgestellt, die Serienproduktion begann 1969 im Daimler-Benz-Werk Mannheim. Ähnliche Fahrzeuge wurden auch von Büssing, Magirus-Deutz, MAN und Ikarus angeboten. Daimler-Benz produzierte bis 1985 rund 16.000 Exemplare des O 305, 4743 davon wurden als unkarosseriertes Fahrgestell ausgeliefert und von Fremdfirmen teilweise noch bis 1987 endmontiert. Zur Baureihe MB O 305 wird auch der 1977 erstmals vorgestellte Schubgelenkbus O 305 G gezählt.

## Der O 305 als Solobus

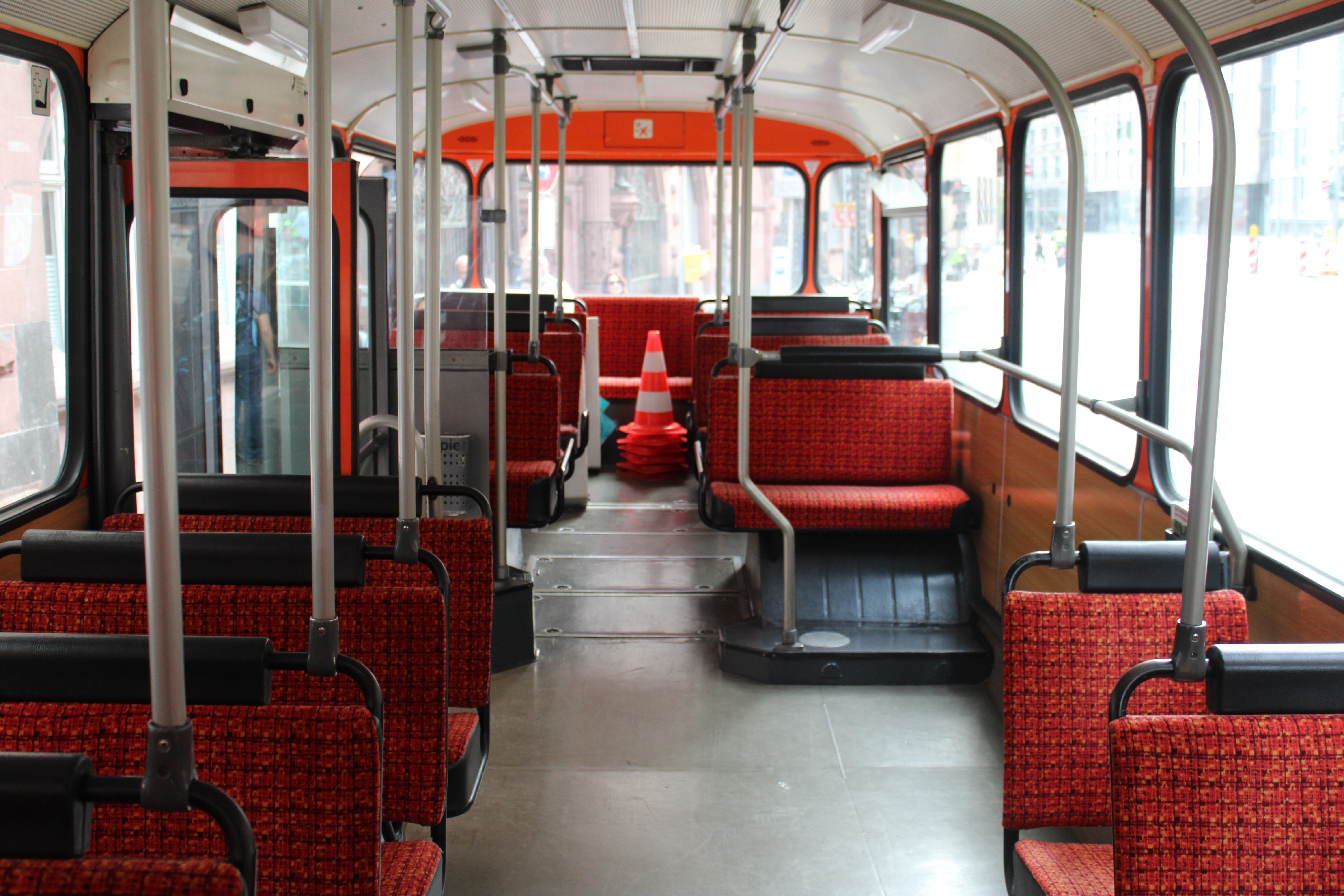
Innenraum des Mercedes-Benz O 305 der VGF

Erstmals vorgestellt wurde der O 305 auf der IAA 1967, die Serienproduktion lief 1969 an. Konzipiert ist der Bus als Stadtlinienomnibus mit 41 Sitz- und 61 Stehplätzen. Die Antriebsleistung sollte rund 147 kW (200 PS) betragen, Daimler-Benz baute letztlich den Dieselmotor OM 360 mit einer Leistung von 141 kW (192 PS) oder gedrosselt 125 kW (170 PS) ein. Vom Motor wird die Kraft wahlweise über ein synchronisiertes Vierganggetriebe oder das Dreigang-Automatikgetriebe W3D 080 auf die Hinterachse übertragen. Die Starrachsen sind luftgefedert. Neben dem Standardmodell wurde ab 1969 eine 11,3 m lange Überland-Variante mit längerem hinteren Überhang und höherer Sitzplatzanzahl hergestellt, die 1972 durch den dem StÜLB-Pflichtenheft folgenden O 307 abgelöst wurde.

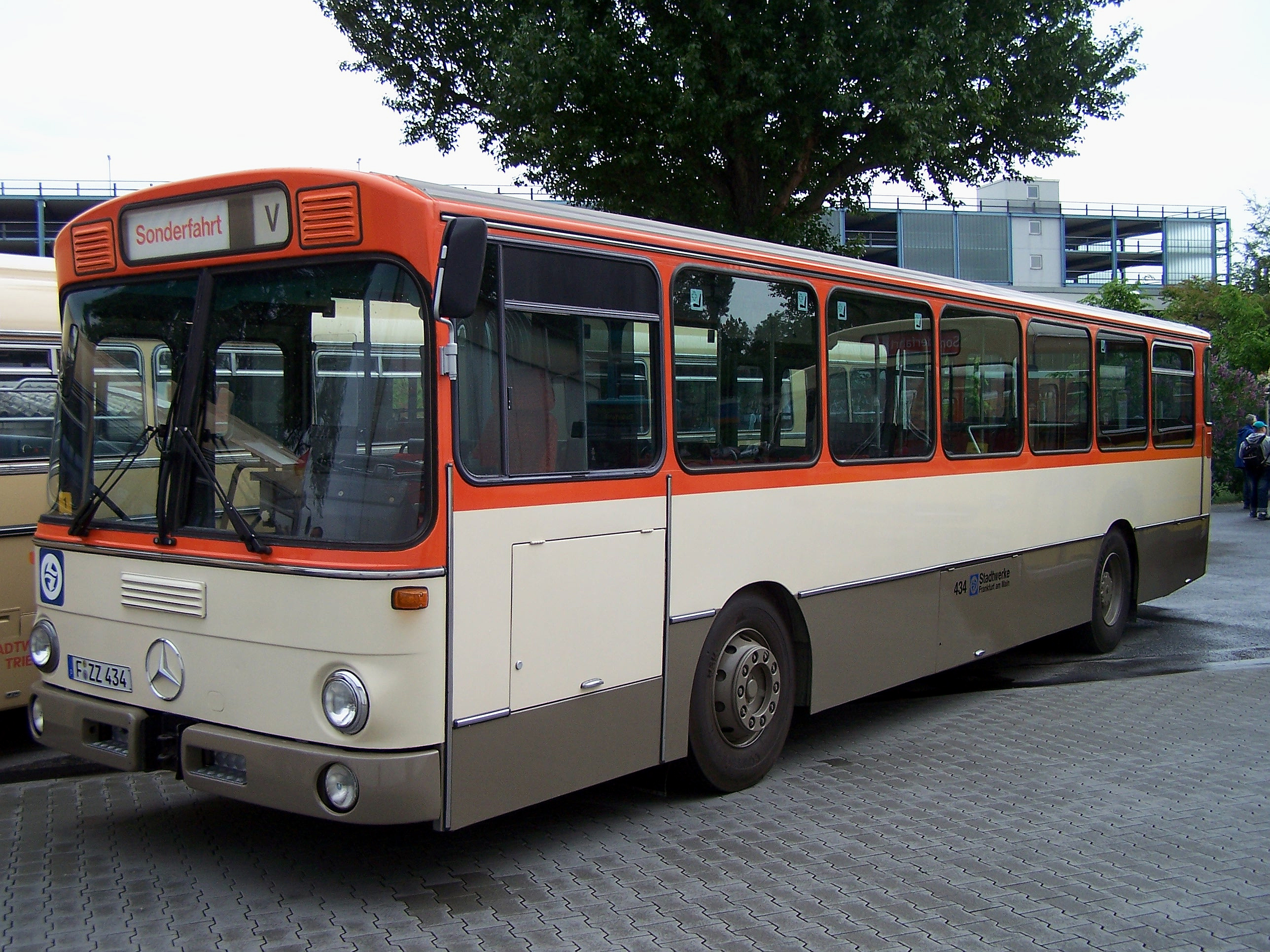
Mercedes-Benz O 305 der VGF mit der abgerundeten StÜLB-Front

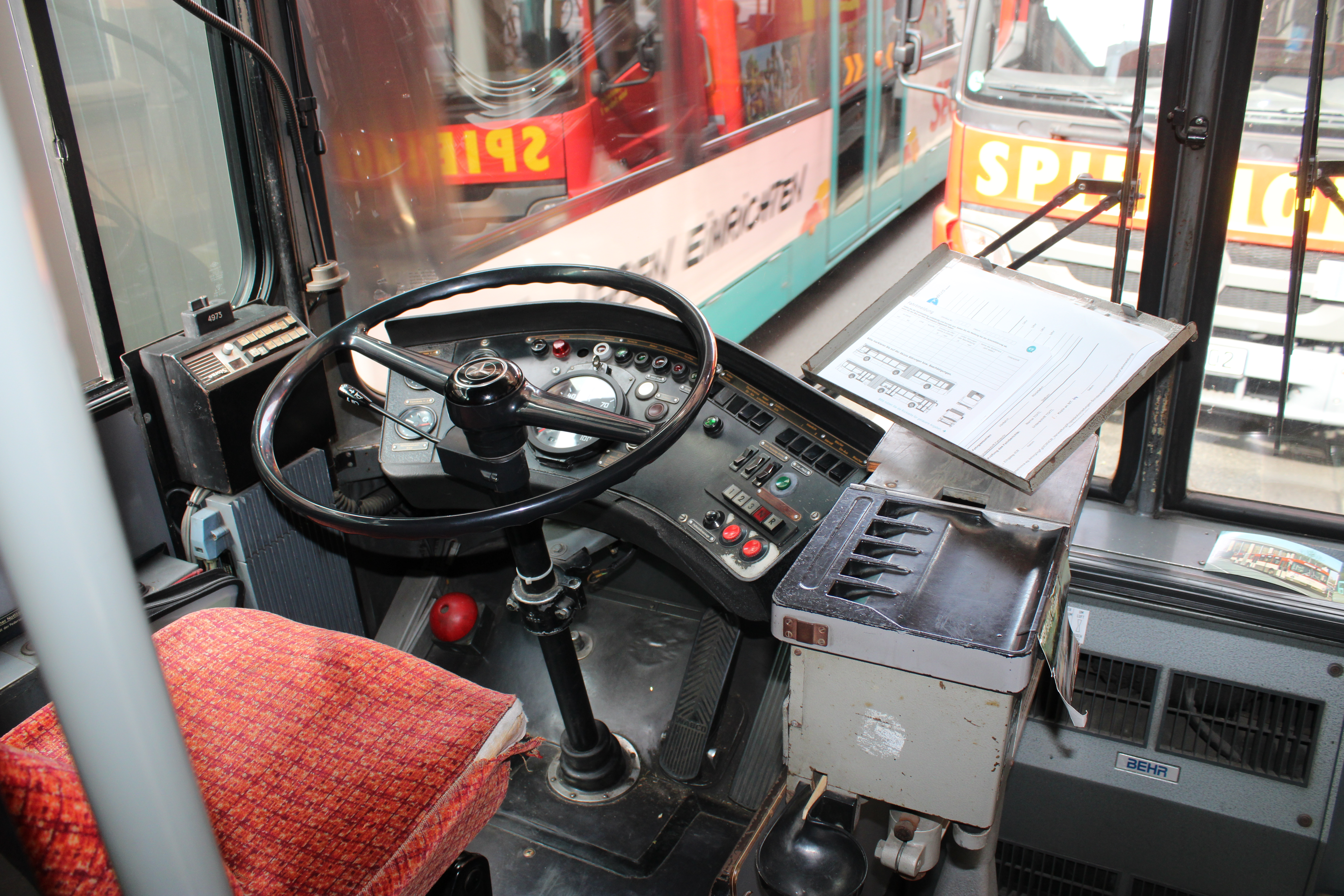
Armaturentafel des Mercedes-Benz O 305 der VGF

Ebenfalls 1972 erfolgte das erste Facelift des O 305 (u. a. vordere und hintere Dachkanten, glatte Seitenbeplankung). Ab Modelljahr 1974 wurde der Dieselmotor OM 407 h mit größerer Leistung (154 kW / 210 PS, gedrosselt 132 kW / 180 PS) eingebaut, der nun mit sogenannter „Geräuschkapselung“ schallisoliert geliefert wurde. Derselbe Motor wurde später mit geänderten Leistungsdaten von 147 / 177 kW (200 / 240 PS) angeboten. Dies bedingte eine etwas größere Länge des Busses (11.110 mm). Außerdem wurde nun die zusammen mit MAN entwickelte Antriebsachse mit Außenplanetenantrieb als Hinterachse verwendet, die bei höheren Geschwindigkeiten zu einem markanten singenden Geräusch führte, das bei ruhiger Umgebung schon von Ferne zu hören war.
Mit Einführung des Überlandbusses O 307 wurde dessen Stirnfront mit den größeren, seitlich herumgezogenen Frontscheiben auf Kundenwunsch auch für den O 305 angeboten. Diese Variante war gegenüber der mit der Stadtbusfront um 15 Zentimeter länger, wobei die Karosserie in ihren übrigen Abmessungen und den Ausstattungsmerkmalen wie den üblichen doppeltbreiten Stadtbus-Innenschwenktüren oder Fahrgastsitzen dem O 305 entsprachen.
Zu Beginn der 1980er Jahre hatten die Hersteller von Standard-Linienbussen ihre Fahrzeugmodelle kleineren Modernisierungen unterzogen. Auffälligste Änderung war dabei die Verwendung von rechteckigen Mehrkammer-Rückleuchten am Heck anstelle runder Einzelleuchten. Der Fahrerplatz wurde modernisiert, auf Wunsch waren Fahrerkabinen mit kleiner Kabinentür erhältlich. Das standardisierte VÖV-Armaturenbrett erfuhr einige Modernisierungen, das Handbremsventil wurde nach außen verlegt, die Kontrollleuchten wurden zusammengefasst und nunmehr piktografisch dargestellt. Zur besseren Schalldämpfung im Innenraum bot man anstelle der Blechbeplankung nun eine holzverkleidete Lochdecke an. Ansonsten blieb der O 305 bis zum Produktionsende ohne größere Änderungen.
Einige ältere O 305 waren nach 1989 gebraucht in die DDR bzw. in die neuen Bundesländer gekommen, teilweise geschenkt. So kamen z. B. Wagen aus Wiesbaden (ESWE) nach Görlitz oder aus Heilbronn 1991 nach Frankfurt (Oder). Inzwischen sind die O 305 weitgehend von deutschen Straßen verschwunden und wurden durch Niederflurbusse ersetzt. Zuletzt wurden noch einige O 305 bei Privatunternehmen z. B. für den Schülerverkehr eingesetzt. Viele dieser zuletzt als robust und zuverlässig geltenden Busse konnten nach Osteuropa verkauft werden und fuhren dort z. T. noch sehr lange. In einigen Verkehrsunternehmen wie der VGF, der ESWE oder der VHH werden O 305 als historische Busse aufbewahrt.

## Der O 305 mit Fremdkarosserie
Daimler-Benz bot die Bodengruppe des O 305 auch für Karosseriebauunternehmen an, die dann eigene Karosserien auf das Fahrwerk aufbauten. Vor allem das Fellbacher Unternehmen Walter Vetter Karosserie- und Fahrzeugbau GmbH fertigte in größeren Stückzahlen Stadt- und Regionalbusse für den heimischen Markt. Zum Teil entstanden mit den Daimler-Benz Antriebskomponenten auch Gelenkbusse, Anderthalbdecker und sogar Doppelstockbusse.

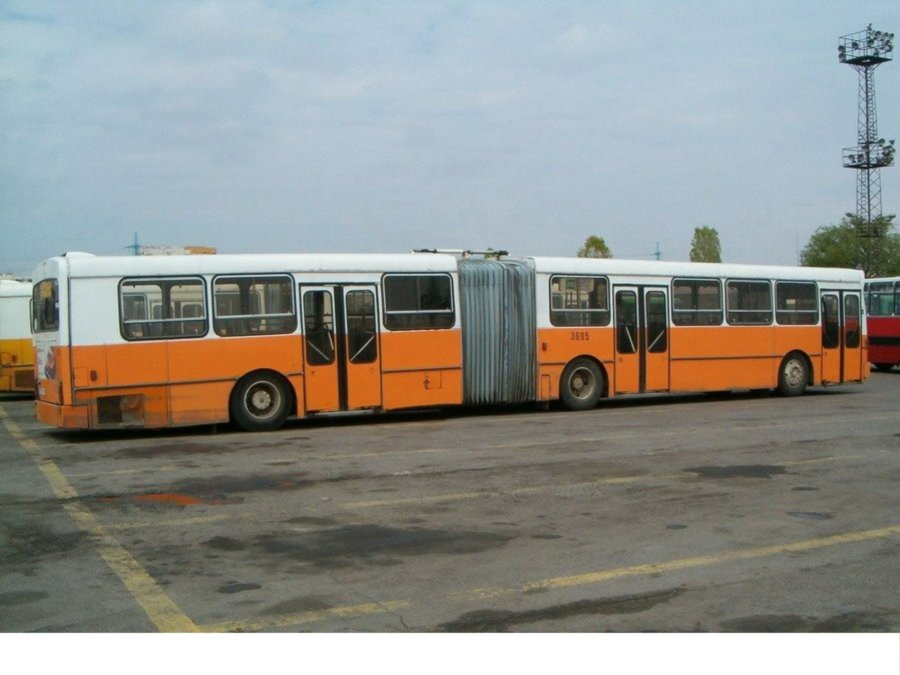
Schubgelenkbus O 305 G mit Karosserie von Heuliez

Das französische Unternehmen Heuliez Bus verkaufte für den dortigen Markt eigenkarosserierte Linienbusse auf dem MB-O-305-Fahrwerk als O.305 Heuliez mit dem 6-Zylinder-Dieselmotor vom Typ OM 407 h von Daimler-Benz. Die Busse wurden nach den VÖV-Richtlinien gebaut, auch mit der VÖV-Armaturentafel, allerdings mit anderem Heck und eigener Inneneinrichtung. Diesen Bus gab es auch mit drei Türen, wobei die zusätzliche Tür sich direkt hinter der Vorderachse befand. Später karossierte Heuliez auch Schubgelenkbus-Fahrwerke von Daimler-Benz.

## Die Gelenkbusvariante O 305 G (ab 1977)

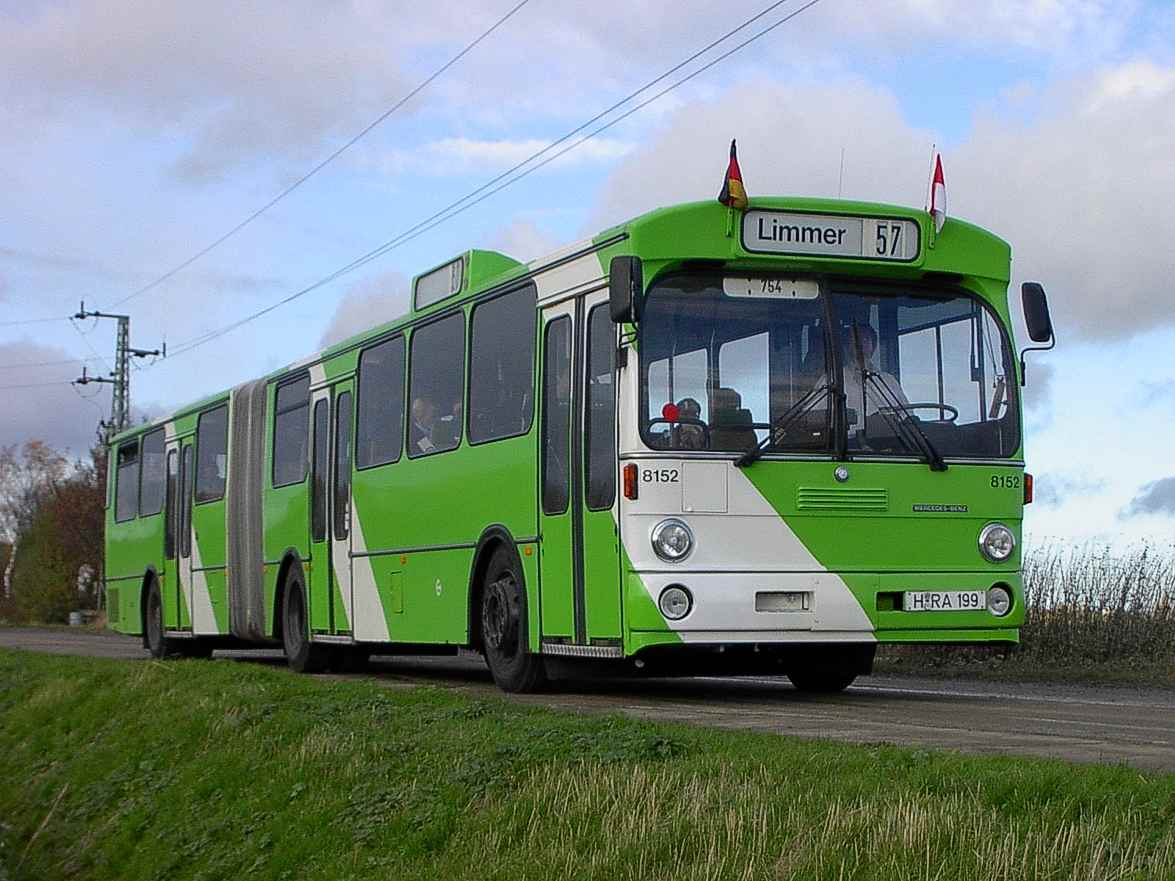
MB-O-305-G-Schubgelenkbus der ÜSTRA in Hannover

Gelenkbusse auf Basis des MB O 305 wurden zunächst nur von anderen Herstellern gefertigt, insbesondere vom Unternehmen Walter Vetter Karosserie- und Fahrzeugbau. Nach Entwicklung einer Lenkwinkel-abhängigen Knickwinkelsteuerung des Gelenkes durch die Hamburger Fahrzeugwerkstätten Falkenried (FFG) Mitte der 1970er Jahre war es möglich, einen Schubgelenkbus mit Heckmotor und Antriebsachse im hinteren Fahrzeugteil zu bauen. Nach ausgiebigen Tests mit einem Prototyp wurde 1977 bei der FFG aus zwei serienmäßigen O-305-Bussen der erste reine Mercedes-Benz O 305 G-Gelenkbus hergestellt. Dabei wurde ein um das letzte Teil gekürzter O 305 als Vorderteil mit dem hinteren Teil eines nahezu serienmäßigen O 305 als zweitem Wagenteil verbunden. Dieser O 305 G-Prototyp wurde erstmals im Januar 1977 bei der Hamburger Hochbahn vorgestellt. Nach Übernahme der Patente für die Knickwinkelsteuerung war es Daimler-Benz erstmals möglich, komplette Gelenkbusse anzubieten. Diese wurden bisher nur von Karosseriebauunternehmen durch Aufbauten auf Fahrgestelle mit Motor vorn beziehungsweise unterflur zwischen den Achsen angeboten. 1978 begann die Serienfertigung des O 305 G.

## Oberleitungsbusse auf Basis des O 305 (1978 bis 1983)
Zunächst wurde der O 305 vom Hersteller nur als Dieselbus angeboten. Für den Oberleitungsbusbetrieb Kaiserslautern entstand deshalb 1978 in den eigenen Werkstätten der Stadtwerke Kaiserslautern ein auf einem O 305 basierender Oberleitungsbus. Dieser erhielt die Nummer 135 und die neue Typenbezeichnung O 305 T, wobei T für Trolleybus stand. Spenderfahrzeug war der bereits 1970 beschaffte Dieselbus mit der Betriebsnummer 65.
Schon im Jahr darauf stieg Daimler-Benz schließlich selbst in die Oberleitungsbus-Produktion ein und baute ab 1979 auch Oberleitungsbusse ab Werk, darunter auch einige Duo-Busse beziehungsweise spurgeführte Wagen. Jedoch kam es nie zu einer Serienfertigung, es entstanden nur Prototypen und Kleinstserien. Darunter befanden sich insgesamt fünf Solowagen, zehn Gelenkwagen und ein Doppelgelenkwagen:
- O 305 B/E (2)
- O 305 D/E (2)
- O 305 G D/E (1) – Duo-Gelenkbus-Prototyp
- OE 305 (1)
- O 305 GG (1) – O-Bahn-Demonstrationsfahrzeug
- O 305 GT (5) – Gelenk-O-Bus
- O 305 GTD (4) – Duo-Gelenkbus

## O 305 mit Hybridantrieb
Parallel zu den insgesamt 17 O-Bussen auf Basis des O 305 / O 305 G entstand in den Jahren 1979 bis 1981 außerdem die Variante O 305 OE mit Hybridantrieb.

## O 305 mit Methanol-Antrieb

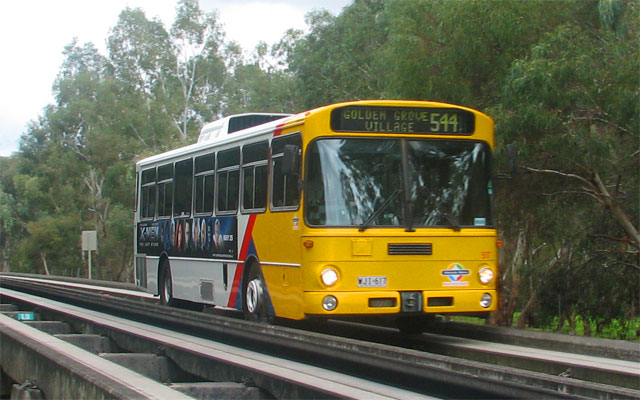
O 305 Spurbus in Adelaide

Daimler-Benz rüstete den Stadtbus O 305 versuchsweise auch mit dem Alkohol-Gasmotor OM 407 hGO aus, bei dem ein Teil der Motorverlustwärme über den Kühlwasser-Kreislauf dazu verwendet wurde, den flüssigen Kraftstoff Methanol zu verdampfen (bei 65 °C). Diese Antriebsart wurde bei der BVG getestet.

## O 305 für Linksverkehr
Busse des Typs O 305 kamen in zahlreichen europäischen und außereuropäischen Ländern zum Einsatz, teilweise als Lizenzbau gefertigt. Daher war auch Bedarf für eine Version für Linksverkehr vorhanden. Der O 305 fuhr in Hongkong, Südafrika, Singapur und insbesondere in verschiedenen Städten Australiens, dort sogar als Spurbus in Adelaide. Sydney beschaffte mehr als 1300 Exemplare des O 305. Für den Einsatz in Ländern mit heißem Klima wurden auch Klimaanlagen eingebaut, was in Deutschland zu dieser Zeit noch die große Ausnahme war.